# 레토야 러켓
레토야 러켓(LeToya Luckett, 1981년 3월 11일 ~ )은 미국의 가수로, 데스티니스 차일드의 일원이었다.

## 음반 목록
정규 음반
- 2006 : Letoya
- 2009 : Lady Love